# Eliomys melanurus
Eliomys melanurus là một loài động vật có vú trong họ Gliridae, bộ Gặm nhấm. Loài này được Wagner mô tả năm 1840.

## Hình ảnh

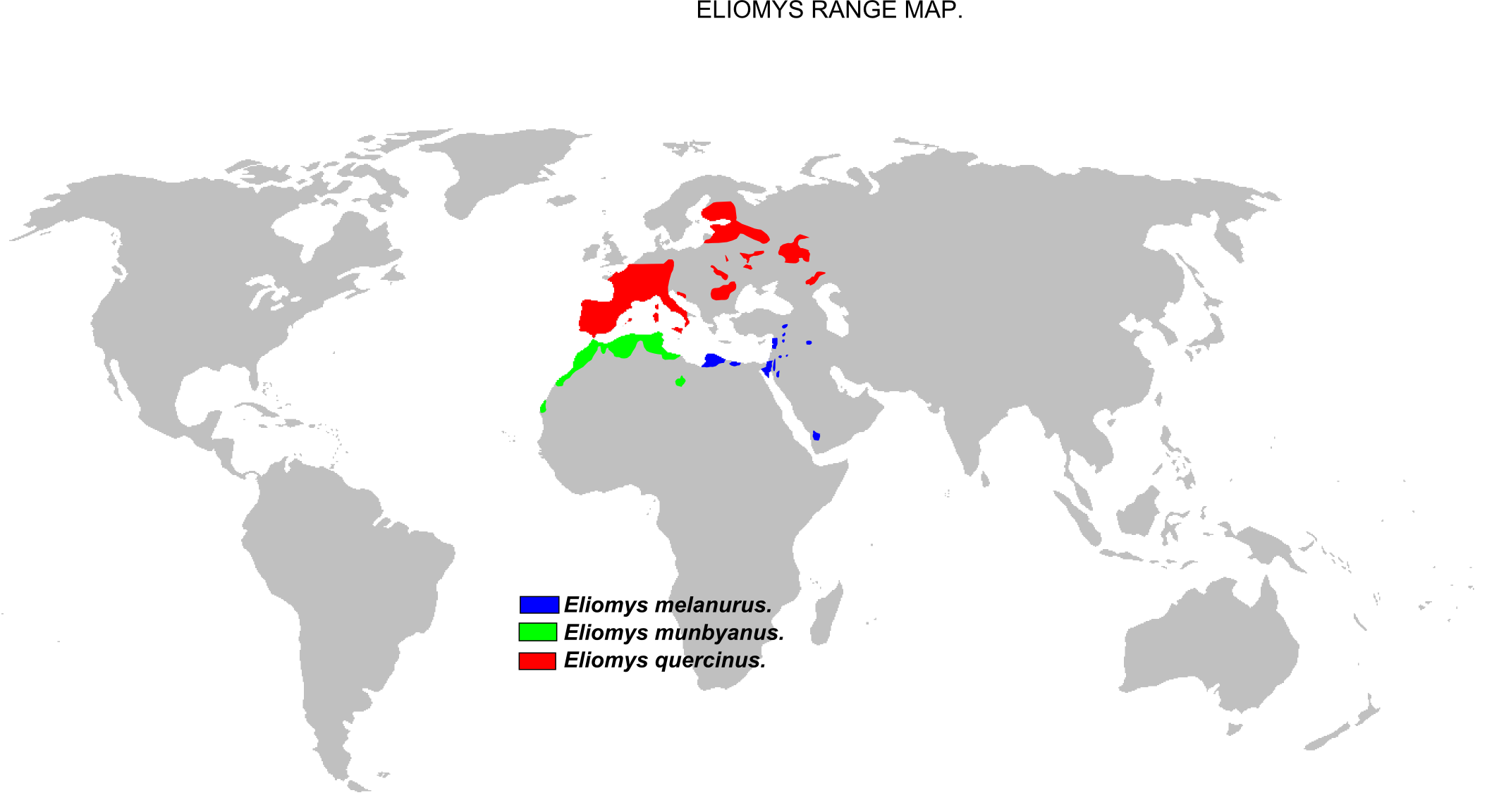